# Kayak Point
Kayak Point az Amerikai Egyesült Államok északnyugati részén, Washington állam Snohomish megyéjében elhelyezkedő település.
Kayak Point önkormányzattal nem rendelkező, úgynevezett statisztikai település; a Népszámlálási Hivatal nyilvántartásában szerepel, de közigazgatási feladatait Snohomish megye látja el. A 2010. évi népszámlálási adatok alapján 1737 lakosa van.